# Futtertrocknung

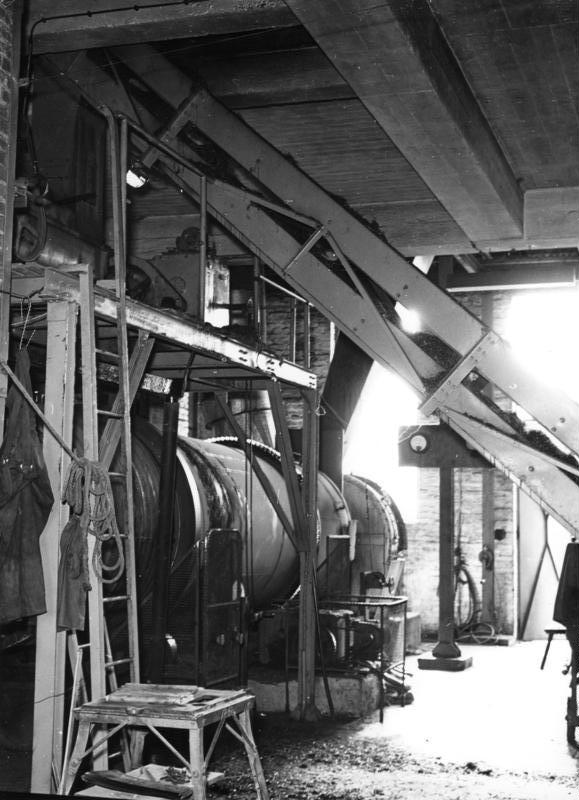
Trocknungsanlage (1957)

Futtertrocknung bezeichnet die künstliche Trocknung von Futtermitteln im Bereich der Landwirtschaft. Dabei wird Schnittgut (oftmals Gras oder Mais) in Trocknungsöfen getrocknet und danach direkt verfüttert oder zu Pellets oder Ballen gepresst. Im Gegensatz zur Silierung wird das Futtermittel dabei nicht durch Gärung konserviert.

## Technik
Zur Trocknung des Schnittguts kommen Trommeltrockner sowie Bandtrockner zum Einsatz. Einige Anlagen nutzen ein zweistufiges Verfahren, bei dem beide Varianten kombiniert werden. Das Schnittgut wird durch den Landwirt angeliefert und wird danach über den Aufgabeapparat dem Trockner zugeführt. Um die Trocknung zu beschleunigen, kann ein vorgeschalteter Häcksler das Schnittgut zuerst zerkleinern. Die benötigte Hitze kann durch verschiedene Verfahren erzeugt werden. In den meisten Fällen kommt Heizöl oder Erdgas zum Einsatz. Das Schnittgut wird nach der Trocknung abgeschieden und zum gewünschten Endprodukt (Schüttgut, Pellets, Ballen) verarbeitet.

## Organisation

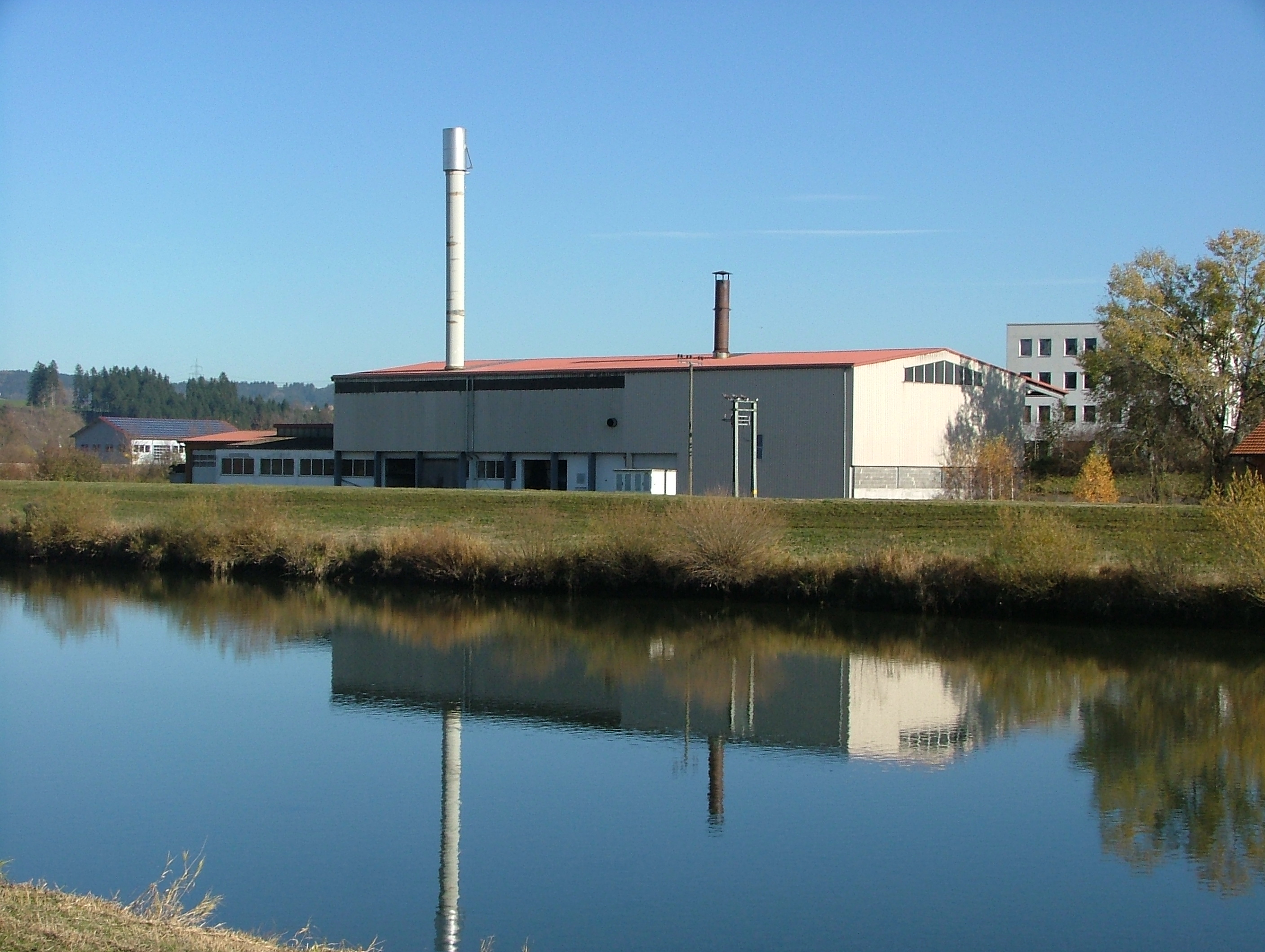
Futtertrocknung Altusried

Die Trocknungsanlagen sind meist als eigenständige Gebäude ausgeführt und werden oft von Genossenschaften der umliegenden Landwirte betrieben. In der Schweiz sind 31 Trocknungsbetriebe im Verband Schweizer Trocknungsbetriebe organisiert.

## Geschichte
In den 1920er Jahren wurde in Amerika, England und Deutschland bereits mit koks- oder ölbeheizten Trommeln und Darren Heugras getrocknet. In der Schweiz hat die Landwirtschaftliche Schule Rütti/Zollikofen ab 1915 einen ersten Bandtrockner ausprobiert und in Schönenwerd und in der Innerschweiz kamen 1927 die ersten Kasten- oder Darrentrockner zum Einsatz. Als der Zweite Weltkrieg ausbrach, wurde in der Schweiz der Bau von elektrisch beheizten Anlagen gefördert. Beim Volkswirtschaftsdepartement wurde zumindest von 1941 bis 1951 ein Sachbearbeiter für künstliche Grastrocknung in der Abteilung für Landwirtschaft beschäftigt. Beim Kriegsernährungsamt gab es eine organisierte Gründung von Grastrocknungsgenossenschaften. Die Ausbreitung der energieintensiven zentralisierten Anlagen erfolgte hauptsächlich in den 1950er Jahren.